# 比尔松
比尔松（法語：Bulson，法語發音：[bylsɔ̃]）是法国大東部大區阿登省的一个市镇，属于色当区。

## 地理
比尔松（49°37'40"N, 4°54'57"E）面积6.47 平方千米，位于法国大東部大區阿登省，该省份为法国北部内陆省份，西接埃纳省，南至马恩省，东临默兹省，北与比利时接壤。
与比尔松接壤的市镇（或旧市镇、城区）包括：舍沃日、阿罗库尔、迈松塞勒和维莱尔、努瓦耶蓬莫吉、谢姆里-谢埃里。
比尔松的时区为UTC+01:00、UTC+02:00（夏令时）。

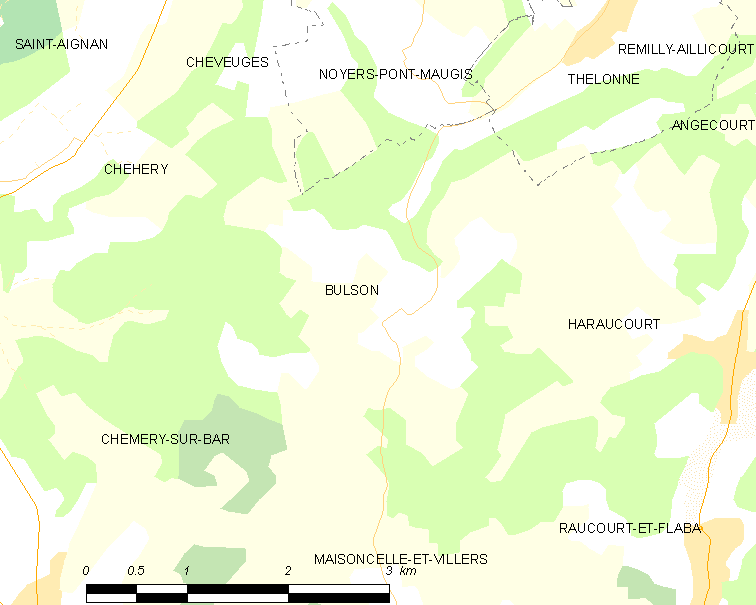
比尔松的OSM定位图

## 行政
比尔松的邮政编码为08450，INSEE市镇编码为08088。

## 政治
比尔松所属的省级选区为武济耶县。

## 人口

1962-2008年间比尔松人口变化图示

比尔松于2022年1月1日时的人口数量为138人。